# Blaaskwintet nr. 2 (Aho)
Kalevi Aho voltooide zijn Blaaskwintet nr. 2 (Fins: 2. Puhallinkvintetto) in 2014.
Het werk werd besteld door het blaaskwintet samengesteld uit leden van de Berliner Philharmoniker. Zij hadden Aho’s eerste blaaskwintet ontdekt en diverse malen uitgevoerd en vroegen de componist of hij ook voor hun een dergelijk werk kon schrijven. Alhoewel Aho het naar eigen zeggen druk had met het schrijven van een dubbelconcert (althobo en harp) en een sopraansaxofoonconcert zag hij mogelijkheden dit blaaskwintet te componeren in een pauze tussen genoemde werken. Aho lichtte het werk toe in dat het aanmerkelijk verschilde van zijn eerste blaaskwintet. Het tweede kent lange melodielijnen; hij omschreef het zelf als een symfonie voor vijf mucisi.
Het bestaat uit vier delen:
- Ruhig beginnend – bewegter – meno mosso (oplopend sneller)
- Schnell, wild  (virtuoos)
- Ruhig fließend (surrealistisch en mysterisch)
- Lebhaft (energiek, maar steeds rustiger en eindigt in stilte)

Het genoemde blaaskwintet verzorgde de première van dit werk op 14 juni 2015 in de "kleine zaal" van de Philharmoniker. Aho schreef het werk voor dwarsfluit (afgewisseld met zowel piccolo als altfluit), hobo (afgewisseld met althobo), klarinet, fagot en hoorn.